# Freccia Vallone 1942
La Freccia Vallone 1942, sesta edizione della corsa, si svolse il 19 luglio 1942 per un percorso di 208 km. La vittoria fu appannaggio del belga Karel Thijs, che completò il percorso in 5h50'00" precedendo i connazionali Frans Bonduel e Jacques Geus.
Al traguardo di Marcinelle furono 19 i ciclisti, dei 40 partiti da Mons, che portarono a termine la competizione.

## Ordine d'arrivo (Top 10)
| Pos. | Corridore          | Squadra                   | Tempo    |
| ---- | ------------------ | ------------------------- | -------- |
| 1    | Karel Thijs        | Dilecta                   | 5h50'00" |
| 2    | Frans Bonduel      | Dilecta                   | s.t.     |
| 3    | Jacques Geus       | Génial Lucifer-Hutchinson | s.t.     |
| 4    | René Adriaenssens  | Helyett-Hutchinson        | s.t.     |
| 5    | Albert Ritserveldt | Dilecta                   | s.t.     |
| 6    | Francois Neuville  | Helyett-Hutchinson        | a 2'00"  |
| 7    | August Janssens    | Helyett-Hutchinson        | a 2'15"  |
| 8    | Joseph Moerenhout  | Dilecta-Wolber            | s.t.     |
| 9    | Edward Van Dijck   | Helyett-Hutchinson        | a 3'00"  |
| 10   | Camille Muls       | Alcyon-Dunlop             | a 4'00"  |